# José Ferreira Neto
José Ferreira Neto (Santo Antônio de Posse, 9 settembre 1966) è un ex calciatore brasiliano, di ruolo centrocampista.

## Caratteristiche tecniche
Trequartista dotato di grande tecnica, specialista delle verticalizzazioni e di una particolare abilità nei calci piazzati.

## Carriera

### Club
Il club a cui Neto dedica più anni della sua carriera è il Corinthians, squadra di cui sarà il numero 10 per anni. Proprio con il Corinthians vince un Campionato Paulista e un campionato di calcio brasiliano. Nella sua carriera Neto ha giocato in diverse squadre, ed è uno dei pochi giocatori ad aver giocato con le quattro squadre più importanti dello stato di San Paolo, il Corinthians, il Palmeiras, il Santos e il San Paolo.

### Nazionale
Con la nazionale di calcio brasiliana Neto ha avuto una breve esperienza tra il 1988 e il 1993 collezionando 16 presenze con 6 gol. Capitano della nazionale brasiliana con Falcão commissario tecnico.

## Palmarès

### Club

#### Competizioni statali
- Campionato paulista: 2

Corinthians: 1987, 1997

#### Competizioni nazionali
- Campionato brasiliano: 1

Corinthians: 1990
- Supercoppa del Brasile: 1

Corinthians: 1991

### Nazionale
- Campionato sudamericano Under-20: 1

Paraguay 1985
- Argento olimpico: 1

Seul 1988

### Individuale
- Bola de Prata: 1

1991